# Birgitta Jónsdóttir
Birgitta Jónsdóttir, islandska pesnica, pisateljica, aktivistka, političarka, urednica in založnica, * 17. april 1967, Reykjavík, Islandija. 
V islandski parlament je bila izvoljena leta 2009, ko je zastopala gibanje, zavezano demokratični reformi, ki bi preseglo strankarsko politiko, razdeljeno na levico in desnico. Kot parlamentarka je sprva zastopala Gibanje državljanov in Gibanje, v zadnjem času pa Piratsko stranko. Bila je tiskovna predstavnica različnih skupin, kot so Wikileaks, Rešimo Islandijo in Prijatelji Tibeta na Islandiji, trenutno pa v tej vlogi zastopa Islandsko moderno medijsko iniciativo International Modern Media Institute. Kot dejavna prostovoljka dela za Wikileaks, pomembna je tudi njena vloga pri ustvarjanju in postprodukciji odmevnega videa Kolateralni umor. Je ustanoviteljica založb Beyond Borders Press in Radical Creations. Je članica Mednarodne mreže parlamentarcev za Tibet (INPaT). 
Leta 1989 je njena prva pesniška zbirka, ki jo je napisala pri dvaindvajsetih letih, izšla pri največji islandski založbi Almenna Bókafélagið, AB books. Organizirala je akcijo Umetnost proti vojni, v okviru katere so številni islandski likovni umetniki in pesniki protestirali proti vojni v Iraku. Leta 1996 je ustanovila prvo islandsko spletno likovno galerijo. Sodelovala je pri številnih mednarodnih projektih, povezanih z umetnostjo in aktivizmom, kot so Pesniki proti vojni, Dialog med narodi prek poezije in Pesniki za človekove pravice. Uredila in izdala je dve mednarodni izdaji del Knjiga zdravljenja sveta in Knjiga upanja; druga vsebuje prispevke Lawrenca Ferlinghettija, Rite Dove, Dalajlame, Rabbija Michaela Lernerja, Johna Kinselle in Sigurja Rósa. 
Leta 2010 je za ABS News napovedala, da bo Wikileaks objavil video ameriškega letalskega napada na Afganistan. Pred dvema letoma je na Twitterju objavila novico, da jo je Twitter seznanil z zahtevo ameriškega ministrstva za pravosodje: predložil naj bi vse njene tvite od 1. novembra 2009 naprej. Ali kot je zapisal Glenn Greenwald iz Salon.com:
"Ministrstvo za pravosodje je zahtevalo goro informacij o Birgitte Jónsdóttir: vse e-naslove s seznama njenih stikov in znane podatke o nakupih, seznam zapisov in časov dostopanja na Twitter, vse uporabljene IP-naslove, ki jih je uporabila za dostopanje do Twitterja, vse znane e-poštne račune kot tudi podatke o "sredstvih in virih plačil", skupaj z bančnimi izpiski in številkami kreditnih kartic. Vse te informacije obsegajo obdobje od konca leta 2009 do danes."
Leta 2011 je spletni Wire Magazin objavil zapis o "kontroverzni pravni bitki proti pravosodnemu ministrstvu", v kateri sodelujejo trije prostovoljci WikiLeaksa, ki trdijo, da vladni dokazni razlog "trivializira tako stranke kot tudi ustavne pravice javnosti".
Leta 2012 je Birgitte Jónsdóttir postala članica svetovalnega telesa LJost, islandske žvižgaške pobude, ki jo vodi Associated Whistleblowing Press, deluje pa prek spletne platforme GlobaLeaks.

## Glejte tudi
- Wikileaks
- Žvižgač
- Kolateralni umor | Colateral murder (Wikileaks)
- International Modern Media Institute